# ISIS/Draw
ISIS/Draw est un logiciel de reproduction de structure chimique pour Windows édité par MDL Information Systems. Il est gratuit pour un usage personnel.
Il permet de réaliser facilement des molécules chimiques compliquées à l'aide d'une série de modèles (templates) ainsi que d'écrire des réactions chimiques.